# Litteraturåret 1983

## Händelser
- 4 mars – Originalupplagan av Carl von Linnés Systema naturae, tryckt 1735 i Leyden, säljs för 38 000 brittiska pund (cirka 425 000 SEK) på Christie's bokaktion i London.[1]
- 15 mars – Professor Knut Ahnlund väljs in till ny ledamot i Svenska Akademien.[1]
- 6 maj – Västtysklands nationella arkiv fastslår att de dagböcker som uppgivits vara skrivna av Adolf Hitler i själva verket skrivits långt senare.[1]
- 9 september – Unesco meddelar att 824 miljoner människor i världen är analfabeter, och 97 % av dem finns i tredje världen.[1]
- 9 oktober – En skara svenska författare inleder en tio dagar lång uppläsningsturné, under parollen Läsning till tusen när den tryckta boken firar 500-årsjbuileum i Sverige.[1]
- 6 december – Vid en aktion på Sotheby's i London säljs bokverket Henrik Lejonets evangelier, framställd kring 1173 av hertig Henrik Lejonet av Sachsen, för 7,4 miljoner pund.[1]
- 20 december – Knut Ahnlund inträder i Svenska Akademien, där han får sitta på stol nummer 7.[1]
- okänt datum – Cambridge Poetry Festival genomförs för sista gången.

## Priser och utmärkelser
- Nobelpriset – William Golding, Storbritannien[2]
- ABF:s litteratur- & konststipendium – Håkan Boström
- Aftonbladets litteraturpris – Eva Ström
- Aniarapriset – Gunnel Ahlin och Lars Ahlin
- Astrid Lindgren-priset – Siv Widerberg[1]
- Bellmanpriset – Tobias Berggren
- BMF-plaketten – Göran Tunström för Juloratoriet
- BMF-Barnboksplaketten – Ulf Nilsson och Eva Eriksson för Lilla syster Kanin
- Carl Emil Englund-priset – Lars Gustafsson för Världens tystnad före Bach
- Dan Andersson-priset – Bert Olls
- De Nios Stora Pris – Bengt Emil Johnson
- De Nios Vinterpris – Birger Norman
- Doblougska priset – Sandro Key-Åberg, Sverige och Marie Takvam, Norge
- Elsa Thulins översättarpris – Ingvar Björkeson
- Goncourtpriset – Frédérick Tristan för Les égarés
- Gun och Olof Engqvists stipendium – Bo Grandien
- Hedenvind-plaketten – Nils Parling
- Kellgrenpriset – Johannes Edfelt
- Landsbygdens författarstipendium – Anita Gustavsson och Lars Lundkvist
- Letterstedtska priset för översättningar – Else Lundgren för översättningen av William Goldings Det synliga mörkret
- Litteraturfrämjandets stora pris – Elsa Grave[1]
- Litteraturfrämjandets stora romanpris – Torgny Lindgren
- Nils Holgersson-plaketten – Hans Erik Engqvist
- Nordiska rådets litteraturpris – Peter Seeberg, Danmark för novellsamlingen Om fjorten dage (Om fjorton dagar')[1]
- Petrarca-Preis – Gerhard Meier
- Rabén & Sjögrens översättarpris – Annika Ernstson
- Signe Ekblad-Eldhs pris – Karl Rune Nordkvist
- Stig Carlson-priset – Björner Torsson
- Svenska Akademiens tolkningspris – Vera Gancheva
- Svenska Akademiens översättarpris – Arne Lundgren
- Svenska Dagbladets litteraturpris – Peeter Puide för Till Bajkal, inte längre
- Sveriges Radios Lyrikpris – Erik Beckman och Petter Bergman
- Tegnérpriset – Ingmar Bengtsson
- Tidningen Vi:s litteraturpris – Kristina Lugn
- Tollanderska priset – Bo Carpelan
- Östersunds-Postens litteraturpris – Gerda Antti
- Övralidspriset – Lars Ahlin

## Nya böcker

### A - G
- Allas vår Madicken av Astrid Lindgren[3]
- Bekantskap önskas med äldre bildad herre av Kristina Lugn[4]
- Bortom bergen av Jan Myrdal och Gun Kessle
- Dans på rovor av Ernst Brunner
- Datorernas död av George Andersson
- De känslosamma agenterna i imperiet Volyen av Doris Lessing
- Den bundna viljan. Till determinationens problem i skönlitterär naturalism av Lars-Åke Skalin
- Den trettonde av Jan Myrdal
- Det vilda torget av Tomas Tranströmer
- Det vita guldets herre av Stephen R. Donaldson
- Dikter utan ordning av Göran Sonnevi
- En god grannes dagbok av Doris Lessing
- En poets blod av Håkan Sandell
- En stad av ljus av Kerstin Ekman
- Fado Alexandrino av António Lobo Antunes
- Fast Land av Agneta Klingspor
- Fattiga riddare och stora svenskar av Klas Östergren
- Ferier av Gösta Friberg
- Gasljus av Gunnar Harding
- God min i brokigt spel av Gunnar Skoglund

### H - N
- Hednaland av Martin Perne
- Jerusalems natt av Sven Delblanc
- Juloratoriet av Göran Tunström[4]
- Kinesisk by 20 år senare av Jan Myrdal
- Lit de parade av P.C. Jersild
- Merabs skönhet av Torgny Lindgren
- Mitt i labyrinten av Peter Nilson

### O - U
- Om partiet och fackföreningarna av Vladimir Lenin (postumt)
- Orubbat bo av Per Gunnar Evander
- Pianolärarinnan av Elfriede Jelinek
- Provdockan av Lars Gyllensten
- Roberta Karlsson och kungen av Viveca Lärn[5].
- Rätt och slätt av Lars Gyllensten
- Socialism på svenska av C.-H. Hermansson
- Sorgemusik för frimurare av Lars Gustafsson
- Sorl av Werner Aspenström
- Så var det (memoarbok) av Gösta Bohman[1]
- Titta Madicken, det snöar! av Astrid Lindgren[6]

### V - Ö
- Vampyren av Jan Mårtenson
- Vem spökar, Alfons Åberg? av Gunilla Bergström[7]
- Vingmuttern av Viveca Lärn[5]
- Väderstreck av Lars Andersson

## Födda
- 26 maj – Martina Lowden, svensk författare och litteraturkritiker.
- 14 november – Hannele Norrström, svensk barnboksförfattare.

## Avlidna
- 25 februari – Tennessee Williams, 71, amerikansk pjäsförfattare.[1]
- 3 mars – Arthur Koestler, 77, ungerskfödd brittisk författare (självmord).[1]
- 12 april – Desmond Bagley, 59, brittisk thrillerförfattare.
- 4 juli – Ted Berrigan, 48, amerikansk poet.
- 6 juli – Bertil Schütt, 74, svensk författare.
- 25 juli – René Fallet, fransk författare.
- 9 augusti – Gunnar Adolfsson, 76, svensk författare, journalist och politiker.
- 11 augusti – Gustav Sandgren, 78, svensk författare.[1]
- 17 augusti – Ira Gershwin, 86, amerikansk författare.
- 16 september – Bengt Idestam-Almquist, 88, svensk författare, journalist, filmkritiker, filmhistoriker och manusförfattare.
- 21 september – Birgit Tengroth, 68, svensk skådespelare och författare.[1]
- 22 september – Agne Hamrin, 78, svensk författare och journalist.
- 18 november – Walentin Chorell, 71, finlandssvensk författare, dramatiker och manusförfattare.

### Fotnoter
1. 1 2 3 4 5 6 7 8 9 10 11 12 13 14 15   Horisont 1983. Bertmarks
2. ↑  ”Nobelpriset i litteratur”. https://www.nobelprize.org/prizes/lists/all-nobel-prizes-in-literature/. Läst 20 mars 2011.
3. ↑  ”Astrid Lindgren”. http://www.astridlindgren.se/verken/bocker/samlingsvolymer. Läst 21 mars 2011.
4. 1 2  Gradvall, Nordström, Nordström, Rabe, Jan, Björn, Ulf, Anina. Tusen svenska klassiker. Norstedts Förlagsgrup. Läst 12
5. 1 2  ”Viveca Lärn”. Arkiverad från originalet den 26 september 2011. https://web.archive.org/web/20110926012117/http://www.vivecalarn.com/litteraturlista.htm. Läst 21 mars 2011.
6. ↑  ”Astrid Lindgren”. http://www.astridlindgren.se/verken/bocker/character/title/196/titta-madicken-det-snoar. Läst 21 mars 2011.
7. ↑  ”Alfons Åberg”. Arkiverad från originalet den 8 december 2012. https://web.archive.org/web/20121208044934/http://www.alfons.se/fakta_bok_alfons.asp. Läst 21 mars 2011.